# Araneus cardioceros
Araneus cardioceros là một loài nhện trong họ Araneidae.
Loài này thuộc chi Araneus. Araneus cardioceros được Mary Agard Pocock miêu tả năm 1899.